# القمة الثامنة عشر لحركة عدم الانحياز
القمة الثامنة عشر لحركة عدم الانحياز انعقدت القمة الثامنة عشر لحركة عدم الانحياز بين 25-26 أكتوبر 2019 في أذربيجان، باكو. حيث انطلقت القمة الـ 18 لرؤساء دول وحكومات حركة عدم الانحياز في العاصمة الأذرية باكو، بمشاركة مسؤولين من 120 دولة، وناقشت القمة أبرز القضايا السياسية في العالم. وستتولى أذربيجان رئاسة حركة عدم الانحياز لمدة 3 سنوات حتى القمة التاسعة عشرة في عام 2022.

## الدول المشاركة
شارك في القمة إلى جانب رئيس البلد المضيف (أذربيجان)، كل من رؤساء دولة الجزائر عبد القادر بن صالح، إيران حسن روحاني، وفنزويلا نيوكلاس مادورو، وكوبا ميغل دياز كانيل، وغانا نانا أكوفو أدو، وأفغانستان أشرف غني.
كما شارك رؤساء ناميبيا هاغي غينغوب، وجيبوتي إسماعيل عمر جيلي، ورئيس المجلس السيادي السوداني عبد الفتاح البرهان، وغينيا الإستوائية أوبيانغ نغيما مباسوغو، وتركمنستان قربانقلي بردي محمدوف، وباكستان عارف علوي، وإسواتيني مسواتي الثالث، وتركيا مولود تشاووش أوغلو.

دول حركة عدم الانحياز :
دول أعضاء
دول مراقبة
دول غير منضمة

| °n            | عضو                        | الممثل(ة)                     | الصفة                                 |
| ------------- | -------------------------- | ----------------------------- | ------------------------------------- |
| 01            | أذربيجان                   |                               |                                       |
| 02            | الجزائر                    | عبد القادر بن صالح            | رئيس الدولة*                          |
| 03            | ليبيا                      | فائز السراج                   | رئيس المجلس الرئاسي لحكومة الوفاق     |
| 04            | كوبا                       | ميغيل دياز كانيل              | رئيس الجمهورية                        |
| 05            | ناميبيا                    | هاغي غينغوب                   | رئيس الجمهورية                        |
| 06            | غانا                       | نانا أكوفو أدو                | رئيس الجمهورية                        |
| 07            | جيبوتي                     | إسماعيل عمر جيلي              | رئيس الجمهورية                        |
| 08            | السودان                    | عبد الفتاح البرهان            | رئيس مجلس السيادة                     |
| 09            | غينيا الإستوائية           | أوبيانغ نغيما مباسوغو         | رئيس الجمهورية                        |
| 10            | تركمنستان                  | قربانقلي بردي محمدوف          | رئيس الجمهورية                        |
| 11            | إسواتيني (مملكة سوازيلاند) | مسواتي الثالث                 | رئيس الجمهورية                        |
| 12            | البحرين                    | خالد بن أحمد بن محمد آل خليفة | وزير الخارجية                         |
| 13            | إيران                      | حسن روحاني                    | رئيس الجمهورية                        |
| 14            | باكستان                    | عارف علوي                     | رئيس الجمهورية                        |
| 15            | عمان                       | يحيى بن محفوظ المنذري         | رئيس مجلس الدولة                      |
| 16            | قطر                        | سلطان بن سعد المريخي          | وزير الدولة للشؤون الخارجية           |
| 17            | أفغانستان                  | أشرف غني أحمدزي               | رئيس الجمهورية                        |
| 18            | الكويت                     | صباح الخالد الحمد الصباح      | نائب رئيس مجلس الوزراء ووزير الخارجية |
| 19            |                            |                               |                                       |
| 20            |                            |                               |                                       |
| دول غير أعضاء |                            |                               |                                       |
| °n            | الدولة                     | الممثل(ة)                     | الصفة                                 |
| 01            | روسيا                      | فلاديمير بوتين                | رئيس الجمهورية                        |
| 02            | تركيا                      | مولود تشاووش أوغلو            | وزير الخارجية                         |
| 03            |                            |                               |                                       |
| منظمات مراقبة |                            |                               |                                       |
| °n            | المنظمة                    | الممثل(ة)                     | الصفة                                 |
| 01            | الأمم المتحدة              | تيجاني محمد باندي             | رئيس الجمعية العامة للأمم المتحدة     |
| 02            |                            |                               |                                       |
| 03            |                            |                               |                                       |

## ممثلي الدول الحاضرون

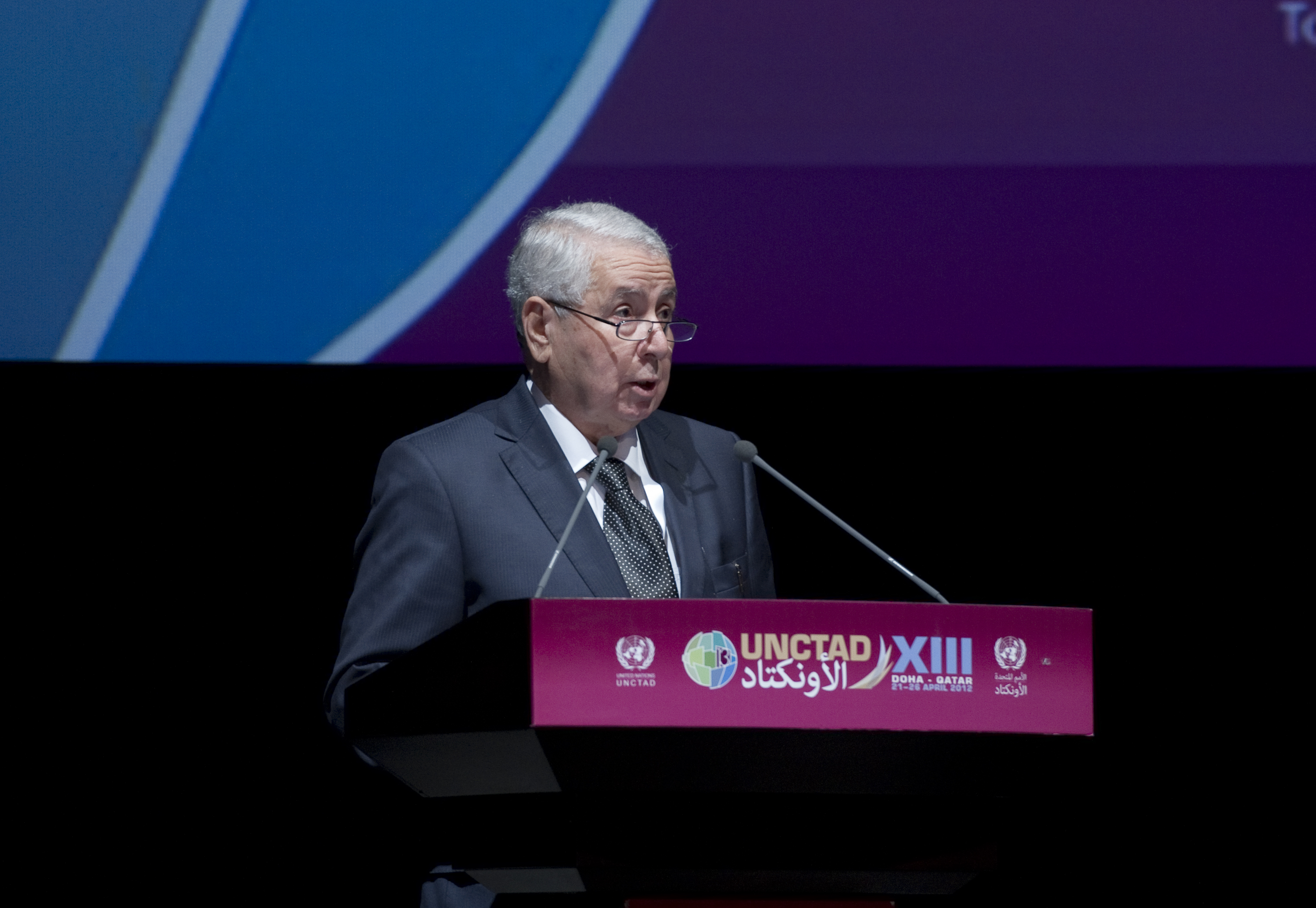
عبد القادر بن صالح
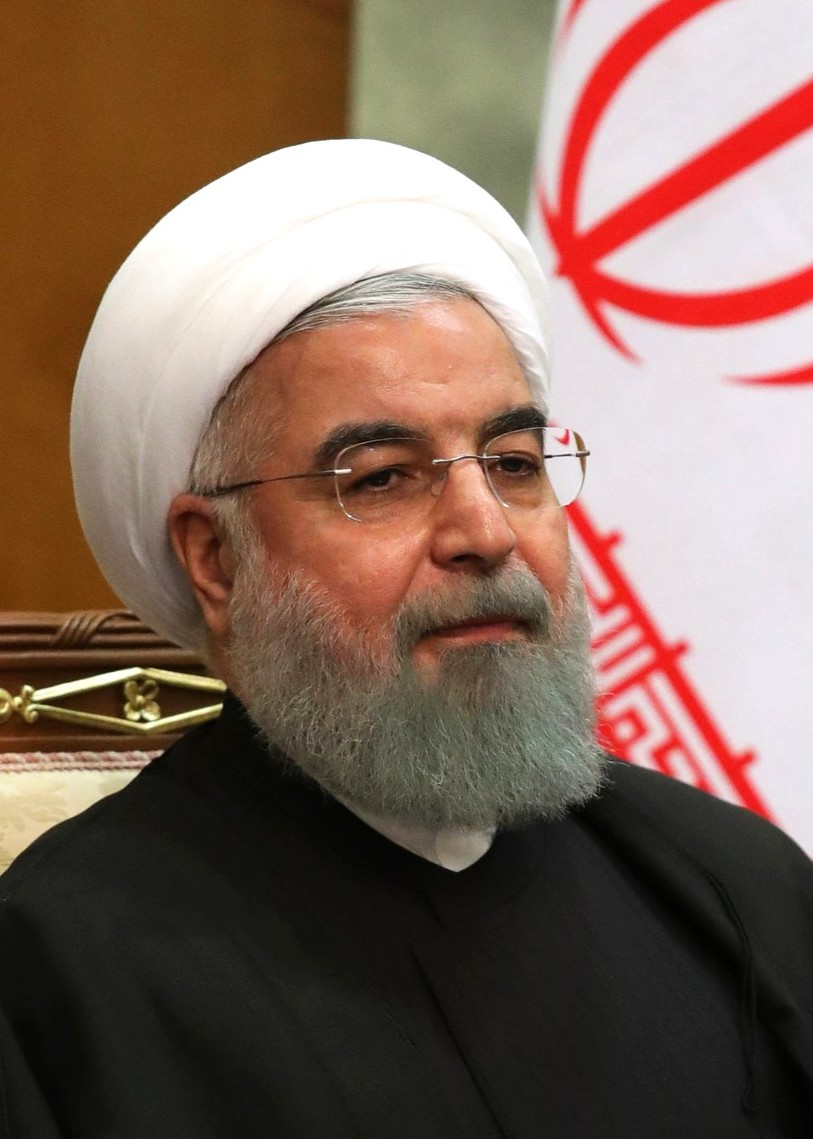
حسن روحاني
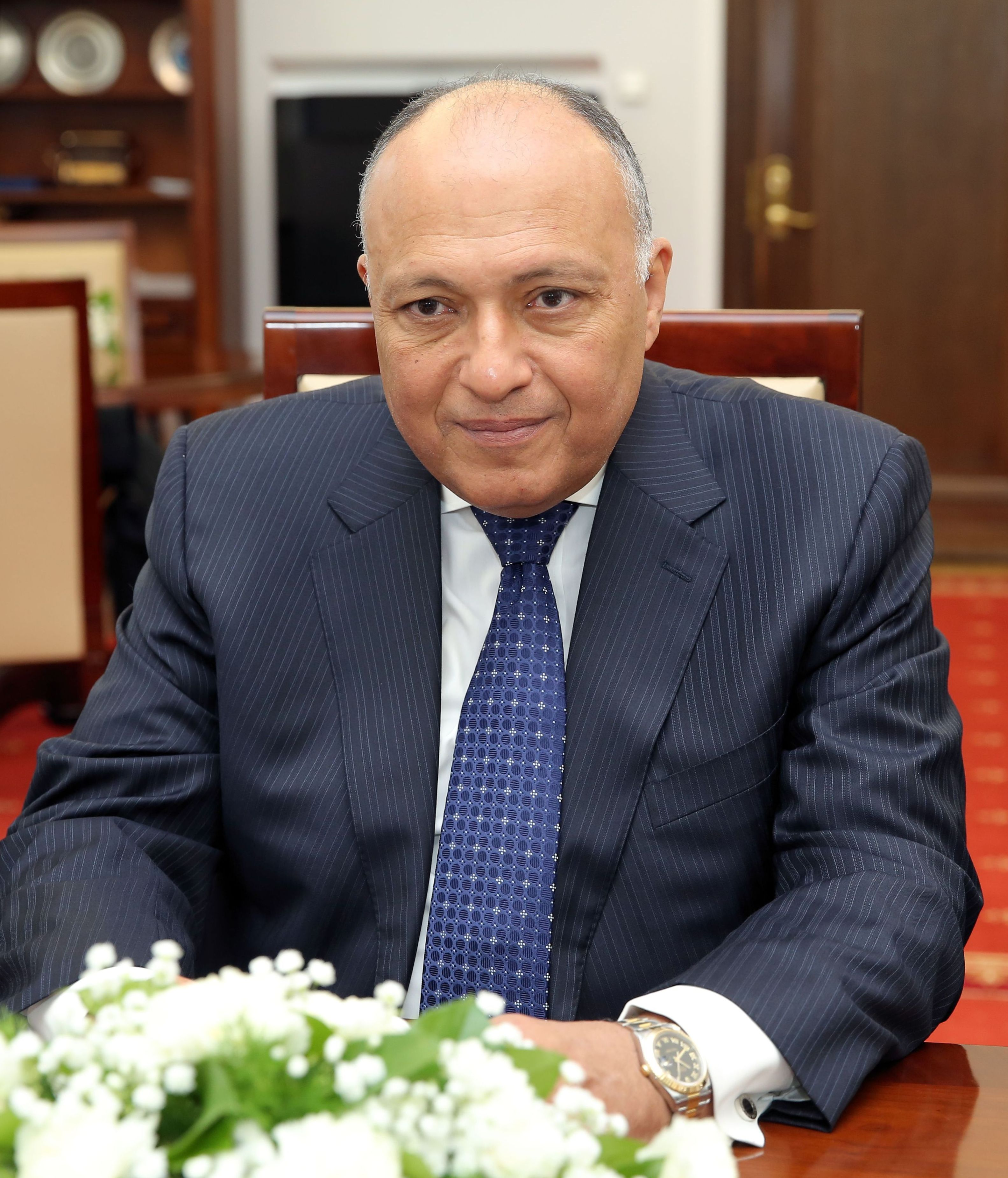
سامح شكري
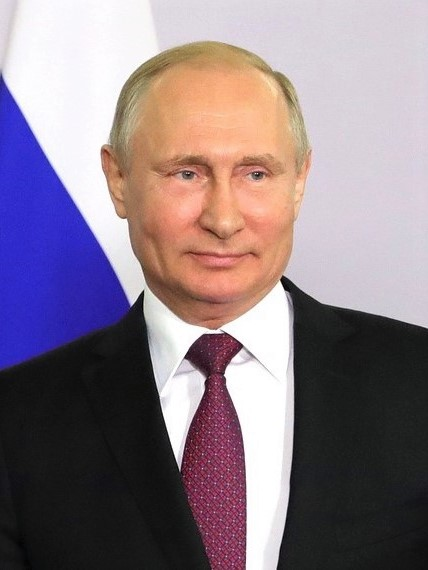
فلاديمير بوتين
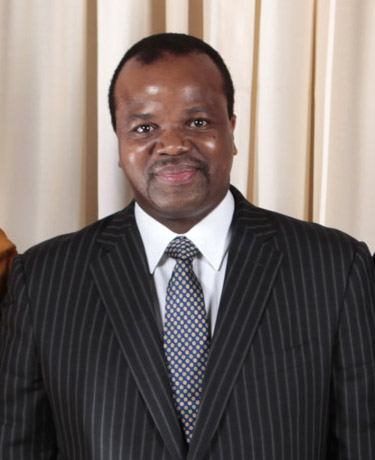
مسواتي الثالث
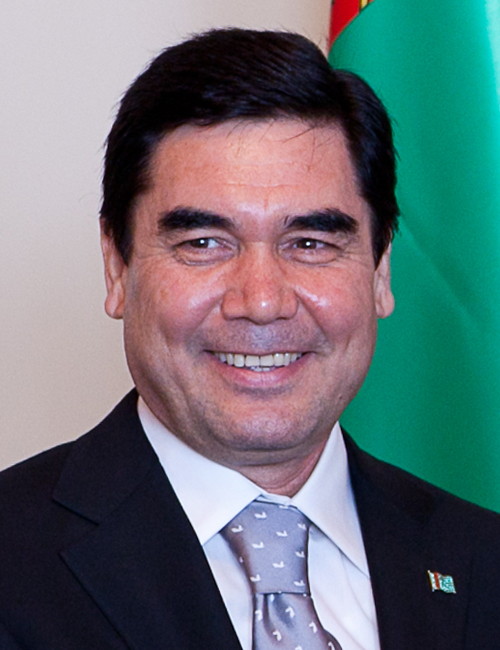
قربانقلي بردي محمدوف
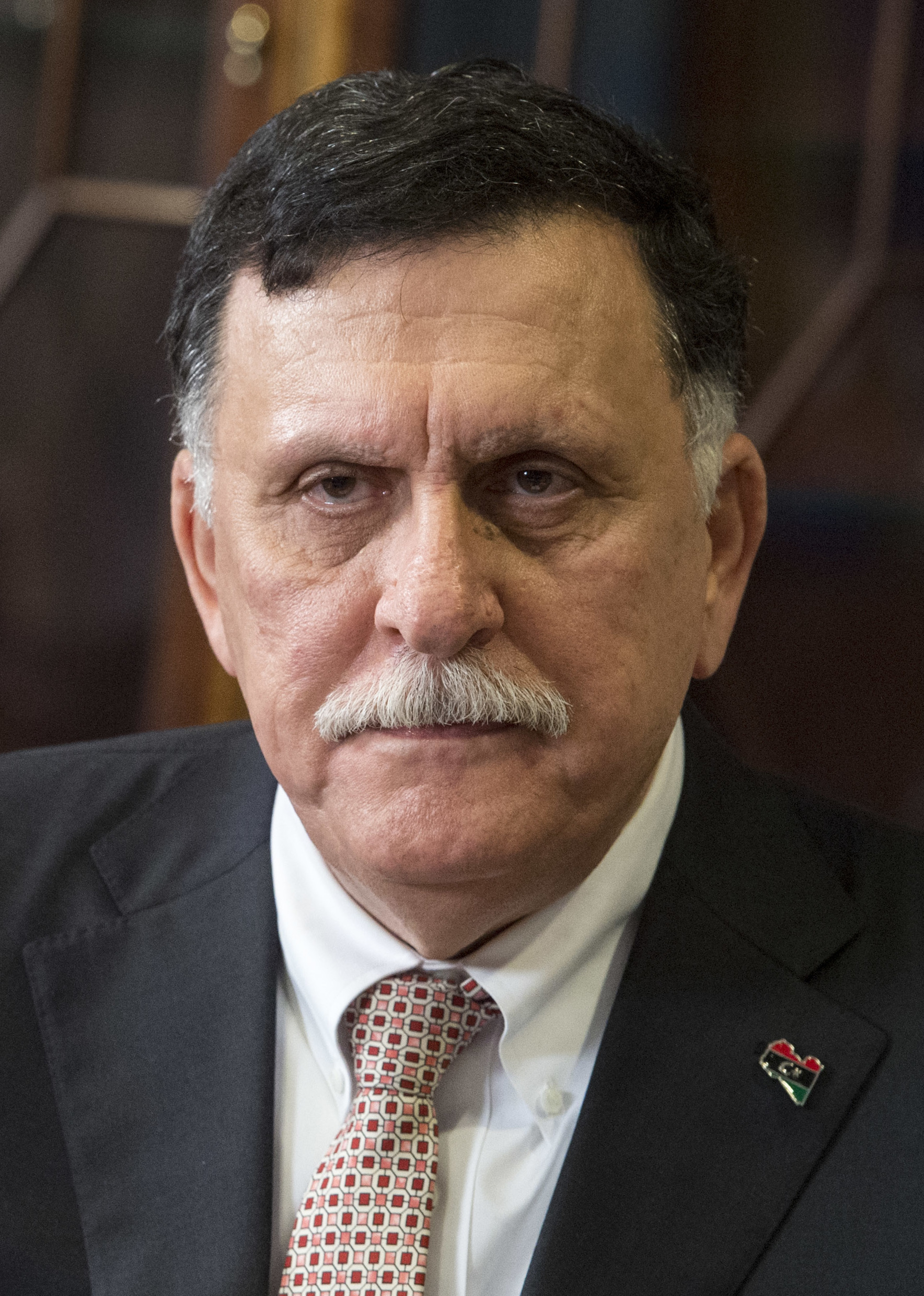
فايز السراج
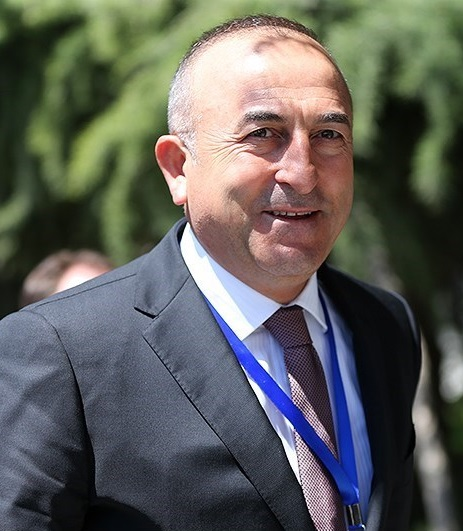
مولود جاويش أوغلو
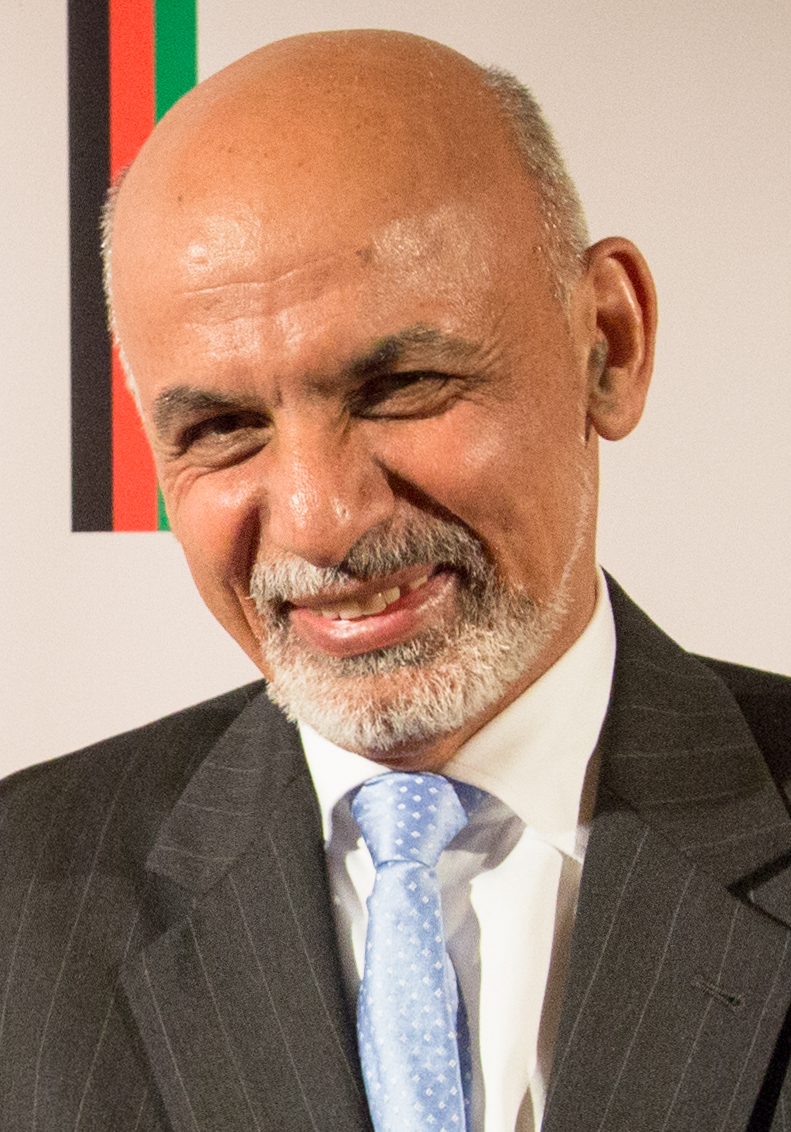
أشرف غني أحمدزي
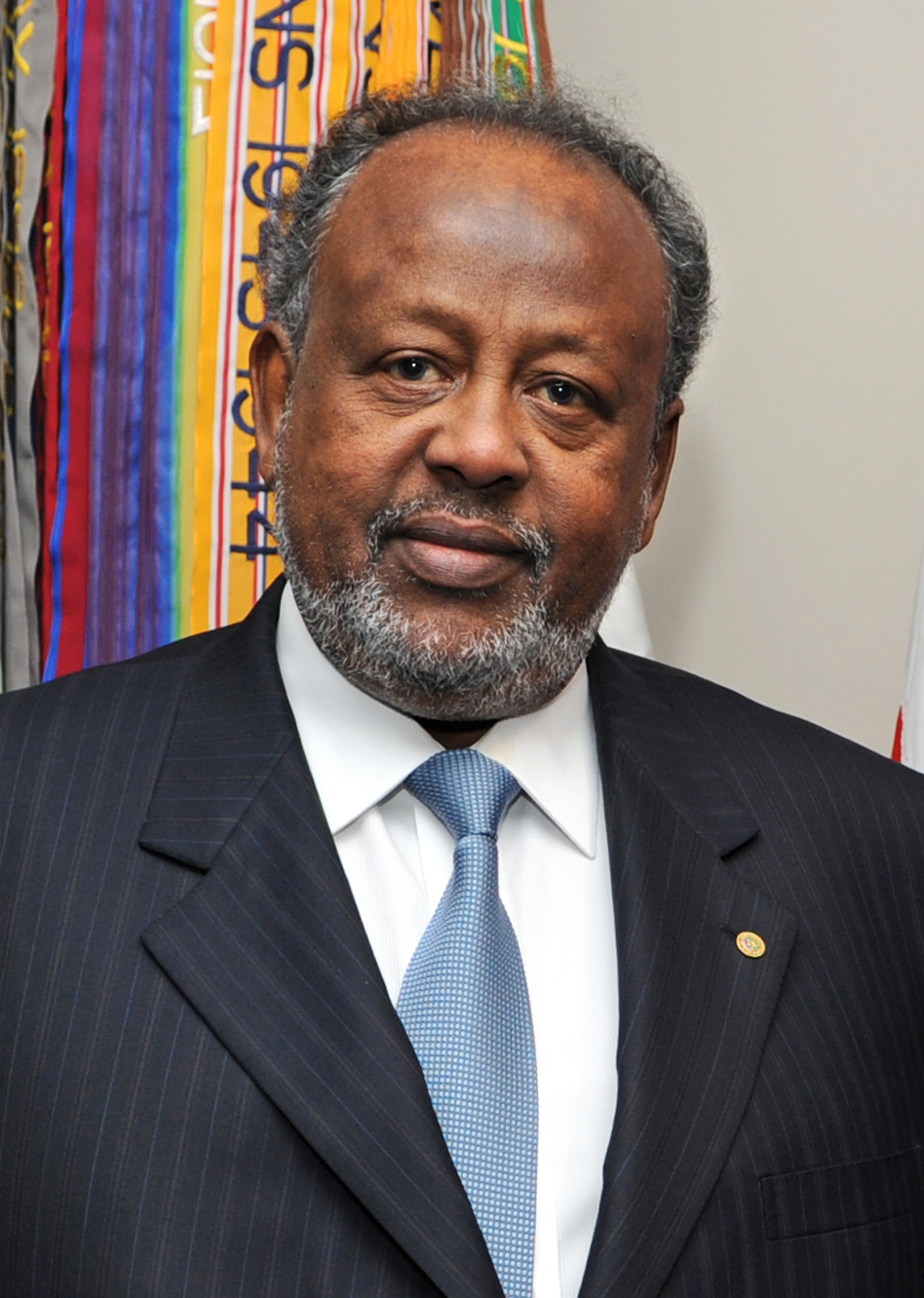
إسماعيل عمر جيلي

## تصريحات ممثلي الدول المشاركة

### أذربيجان
أبرز ماجاء في الكلمة الافتتاحية لرئيس أذربيجان:
- الكلمة الافتتاحية: «.... ان أذربيجان التي اصبحت عضوا كامل العضوية في حركة عدم الانحياز في سنة 2011، تحذوها إرادة في المساهمة بنشاط في هذه الحركة التي ترأسها بهدف "تعزيز علاقاتها الثنائية مع البلدان الاعضاء و المساهمة في تحقيق اهداف و مبادئ الحركة....»[21]

### الجزائر
أبرز ما جاء في خطاب رئيس الدولة الجزائري عبد القادر بن صالح أمام القمة الـ 18 لرؤساء دول حركة عدم الانحياز:
1. قضية الصحراء الغربية: «...الموقف الثابت والمبدئي للحركة، المؤيّد لحق الشعب الصحراوي الشقيق في تقرير المصير، والذي تدعو الجزائر إلى مواصلته في الظروف الراهنة التي وإن شهدت عودة طرفي النزاع إلى طاولة الحوار...كما تؤكد الجزائر...بصفتها بلدا جارا ومراقبا رسميا في إطار مسار الحل الأممي، تجدد دعوتها للأمين العام لـ الأمم المتحدة للتعجيل ببعث الديناميكية الجديدة التي أرساها...»[8][22]
2. القضية الفلسطينية: «...نجدد التزامنا الدائم تجاه القضية الفلسطينية، والتأكيد على الدعم الثابت والمستمر للشعب الفلسطيني في سعيه إلى نيل حقوقه الوطنية غير القابلة للتصرف، بما في ذلك حقه في تقرير مصيره وإقامة دولته الفلسطينية المستقلة...»[8][22]
3. الأزمة السورية: «...الأزمة في الشقيقة سوريا، فقد دعت الجزائر  دوما كل الأطراف السورية المعنية إلى...لوقف كل أشكال العنف  والتخريب ودرء التدخلات الخارجية والاندماج في عملية المصالحة للخروج من نفق الأزمة...الحل السياسي هو السبيل الوحيد الذي يضمن التكفل بالمطالب المشروعة للشعب السوري والحفاظ على سيادة سوريا واستقرارها ووحدتها الترابية...»[8][22]
4. الأزمة الليبية: «...تجدد الجزائر دعوتها للأطراف الليبية لتغليب المصلحة العليا للبلاد...وإيجاد حل سلمي شامل يترجم على أرض الواقع المجهودات الرامية لعودة الأمن والاستقرار لكافة الأراضي الليبية، حفاظا على سيادة ليبيا واستقلالها ووحدة شعبها واحترام مؤسساتها...»[8][22]
5. الأزمة اليمنية: «...نتوق لرؤيته سعيدا، تحيلنا إلى تجديد الدعوة للإخوة الفرقاء لتغليب مصلحة بلدهم من خلال التفاوض والحوار للاستجابة إلى ما يتطلّع إليه الأشقاء في اليمن من طمأنينة واستقرار في ظل وحدة بلدهم...»[8][22]
6. اصلاح مجلس الأمن: «...يجب على حركتنا أن تنتهز الفرصة لترجمة رؤية الدول الأعضاء فيها لإصلاح منظومة الأمم المتحدة وتوسيع عضوية مجلس الأمن، الذي يبقى المطلب الأساسي والثابت للقارة الإفريقية التي تسعى لإنهاء الظلم التاريخي ...»[8][22]

### روسيا
أبرز ماجاء في كلمة الرئيس الروسي فلاديمير بوتين:
1. حركة عدم الإنحياز: «...نحن على ثقة تامة بأن توسيع تفاعلنا البناء بين روسيا وحركة عدم الانحياز، سيضمن تعزيز الأمن والاستقرار على المستوى الإقليمي...»[23]

### السودان
أبرز ماجاء في كلمة رئيس المجلس السيادي في السودان، عبد الفتاح البرهان:
1. العقوبات الأميركية على السودان: «...إن رفع اسم بلاده من قائمة الإرهاب الأمريكية أبزر تحدٍ يواجهه خلال الفترة الانتقالية...»[24]
2. الثورة في السودان: «...الثورة نجحت بتضامن القوى الثورية والقوات المسلحة من أجل إحداث التحول السلمي إلى السلطة المدنية...»[24]

### الكويت
أبرز ماجاء في كلمة نائب رئيس مجلس الوزراء وزير الخارجية الكويتي صباح الخالد الحمد الصباح:
1. الأزمة السورية: «...تؤكد دولة الكويت دوماً أن لا حل عسكرياً لـ الأزمة السورية المتفاقمة وأن الحل السلمي هو الخيار الوحيد للحل ودون ذلك استمرار للمعاناة والاقتتال...»[25]
2. الأزمة اليبية: «...تجدد دولة الكويت مساندتها للمبعوث الأممي ودعمها الكامل للخطوات الثلاث التي أعلن عنها وأهمهما الاستحقاقان القادمان والمتمثلان في جمع الفاعلين الدوليين في مؤتمر يعقد في برلين نهاية الشهر الجاري وجمع الأطراف الليبية المتنازعة على طاولة الحوار سعياً لتحقيق التسوية السلمية...»[25]

## قائمة المراجع
1. 1 2 3 4 5 6 7 8 9 10 11 12  "باكو.. أذربيجان تتولى رئاسة حركة "عدم الانحياز"". www.aa.com.tr. مؤرشف من الأصل في 2020-01-11. اطلع عليه بتاريخ 2019-10-26.
2. 1 2  "وزير الخارجية يشارك في افتتاح قمة حركة عدم الانحياز بأذربيجان". www.akhbar-alkhaleej.com. مؤرشف من الأصل في 2019-10-28. اطلع عليه بتاريخ 2019-10-26.
3. ↑  "السراج يشارك في افتتاح قمة دول حركة عدم الانحياز بأذربيجان". www.afrigatenews.net. مؤرشف من الأصل في 2019-12-12. اطلع عليه بتاريخ 2019-10-26.
4. ↑  "السلطنة تشارك في افتتاح أعمال قمة دول وحكومات حركة عدم الانحياز". My Website. مؤرشف من الأصل في 2019-12-12. اطلع عليه بتاريخ 2019-10-26.
5. 1 2  الوفد. "الرئيس الباكستاني يصل إلى آذربيجان لحضور قمة حركة عدم الانحياز". الوفد. مؤرشف من الأصل في 2019-10-26. اطلع عليه بتاريخ 2019-10-26.
6. ↑  "جريدة الشرق". جريدة الشرق. مؤرشف من الأصل في 2019-10-13. اطلع عليه بتاريخ 2019-10-26.
7. ↑  "الرئيس الافغاني يصل الي باكو لحضور قمة حركة عدم الانحياز". azertag.az. مؤرشف من الأصل في 2019-11-14. اطلع عليه بتاريخ 2019-10-26.
8. 1 2 3 4 5 6 7  "كلمة رئيس الدولة عبد القادر بن صالح أمام القمة ال18 لرؤساء دول حركة عدم الانحياز | الإذاعة الجزائرية". www.radioalgerie.dz. مؤرشف من الأصل في 2019-10-26. اطلع عليه بتاريخ 2019-10-26.
9. ↑  Kreo. "البلاد الدولي / بن صالح : الجزائر تسعى لترقية ثقافة السلم على الصعيد العالمي". http://www.elbilad.net. مؤرشف من الأصل في 2019-10-29. اطلع عليه بتاريخ 2019-10-26. {{استشهاد ويب}}: روابط خارجية في |موقع= (مساعدة)
10. ↑  "هذا ما قاله بن صالح أمام القمة الـ18 لدول حركة عدم الانحياز بأذربيجان". النهار أونلاين. 25 أكتوبر 2019. مؤرشف من الأصل في 2019-10-25. اطلع عليه بتاريخ 2019-10-26.
11. ↑  "قمة دول عدم الانحياز: بن صالح يرافع لتسوية السلمية للنزاعات". سبق برس. 25 أكتوبر 2019. مؤرشف من الأصل في 2019-12-12. اطلع عليه بتاريخ 2019-10-26.
12. ↑  "السراج يشارك في افتتاح قمة دول حركة عدم الانحياز بأذربيجان - اخبار ليبيا الان". اخبار ليبيا. 25 أكتوبر 2019. مؤرشف من الأصل في 2019-12-12. اطلع عليه بتاريخ 2019-10-26.
13. ↑  "«السراج» يُشارك في افتتاح قمة دول حركة عدم الانحياز بأذربيجان". صدي اون لاين. 25 أكتوبر 2019. مؤرشف من الأصل في 2019-12-12. اطلع عليه بتاريخ 2019-10-26.
14. ↑  "من أذربيجان.. السراج يدعو داعمي حفتر لمراجعة مواقفهم". ليبيا الأحرار. 25 أكتوبر 2019. مؤرشف من الأصل في 2020-01-11. اطلع عليه بتاريخ 2019-10-26.
15. ↑  "السراج: أحداث طرابلس تُهدّد بحرب أهلية مُدمّرة". قناة 218. 25 أكتوبر 2019. مؤرشف من الأصل في 2019-10-26. اطلع عليه بتاريخ 2019-10-26.
16. ↑  "وكالة أنباء البحرين". www.bna.bh. مؤرشف من الأصل في 2019-09-02. اطلع عليه بتاريخ 2019-10-26.
17. ↑  "انطلاق اجتماع القمة لدول حركة عدم الانحياز في باكو". Mehr News Agency. 25 أكتوبر 2019. مؤرشف من الأصل في 2019-12-12. اطلع عليه بتاريخ 2019-10-26.
18. ↑  نت، الميادين (25 أكتوبر 2019). "روحاني من قمة عدم الانحياز: مقاومة شعبي إيران وفنزويلا أمر يستحق الثناء". شبكة الميادين. مؤرشف من الأصل في 2019-12-12. اطلع عليه بتاريخ 2019-10-26.
19. ↑  "روحاني: ايران وباكستان عازمتان على تطوير العلاقات الشاملة بينهما". www.al-vefagh.com. مؤرشف من الأصل في 2020-02-03. اطلع عليه بتاريخ 2019-10-26.
20. ↑  "القمة الـ 18 لحركة عدم الانحياز: باندي يؤكد أهمية التعاون الدولي في تحقيق عالم يسوده السلام والعدالة". أخبار الأمم المتحدة. 25 أكتوبر 2019. مؤرشف من الأصل في 2019-10-28. اطلع عليه بتاريخ 2019-10-26.
21. ↑  fouzia, Boussadia. "أذربيجان تتولى رئاسة حركة عدم الانحياز". www.aps.dz (بar-aa). Archived from the original on 2019-10-26. Retrieved 2019-10-26.{{استشهاد ويب}}:  صيانة الاستشهاد: لغة غير مدعومة (link)
22. 1 2 3 4 5 6  "نص كلمة رئيس الدولة عبد القادر بن صالح أمام القمة ال18 لرؤساء دول حركة عدم الانحياز". الجزائر الآن. مؤرشف من الأصل في 2019-12-12. اطلع عليه بتاريخ 2019-10-26.
23. ↑  info@al-binaa.com. "بوتين يدعو إلى تعميق التعاون مع روسيا خدمة للأمن والاستقرار روحاني: مقاومة شعبَيْ إيران وفنزويلا أمر يستحق الثناء". مؤرشف من الأصل في 2019-11-08. اطلع عليه بتاريخ 2019-10-26.
24. 1 2  majaray. "البرهان في باكو :رفع اسم السودان من قائمة الارهاب الأمريكية أهم التحديات". المجرة برس. مؤرشف من الأصل في 2019-12-12. اطلع عليه بتاريخ 2019-10-26.
25. 1 2  "صباح الخالد: الحل السلمي هو الخيار الوحيد للأزمة السورية". www.aljarida.com. مؤرشف من الأصل في 2019-10-28. اطلع عليه بتاريخ 2019-10-26.

## وصلات خارجية
- UN News